# Aleksandra Kurzak

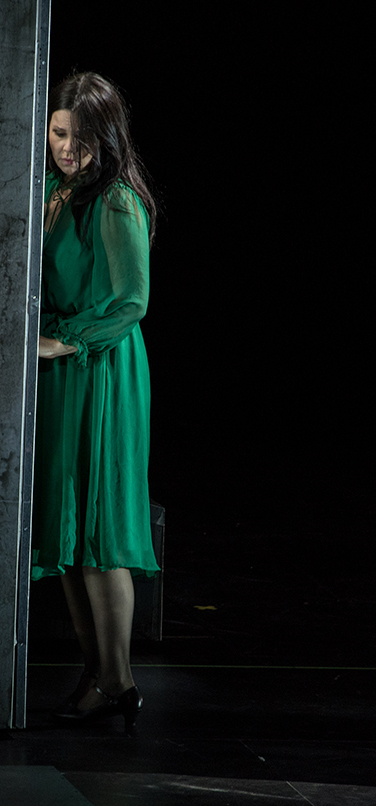
Aleksandra Kurzak in La Juive (2016)

Aleksandra Kurzak (* 7. August 1977 in Brzeg Dolny) ist eine polnische Opern- und Operettensängerin in der Stimmlage Sopran.

## Leben und Wirken
Aleksandra Kurzak ist die Tochter der Opernsängerin Jolanta Żmurko und des Hornisten Ryszard Kurzak. Nach dem Abschluss des Musikgymnasiums studierte sie zunächst Violine, bevor sie Gesang an der Musikakademie in Breslau belegte. 1999 debütierte sie an der Staatsoper in Breslau (wo sie immer wieder als Gast auftritt) als Susanna in Le nozze di Figaro. Ferner nahm sie noch Gesangsunterricht bei Ingrid Kremling an der Hochschule für Musik und Theater Hamburg.
Von 2001 bis 2007 war Aleksandra Kurzak eng mit der Staatsoper Hamburg verbunden, zuerst als Mitglied des Internationalen Opernstudios, dann mit der Spielzeit 2003/04 als festes Ensemblemitglied.
Im Dezember 2004 debütierte sie an der Metropolitan Opera in New York als Olympia in der Premiere von Hoffmanns Erzählungen und im Juli 2005 als Aspasia in Mitridate, re di Ponto am Londoner Royal Opera House. Weitere Engagements hatte sie u. a. an den Opernhäusern von München, Wien, Toulouse, Palermo, Rom, Chicago und Salzburg.
Zu ihrem umfangreichen Repertoire gehören u. a.: Kate Pinkerton in Madame Butterfly, Gilda in Rigoletto, Marzelline in Fidelio, Rosina in Der Barbier von Sevilla, Königin der Nacht sowie Papagena in Die Zauberflöte, Marie in Zar und Zimmermann, Oberto in Alcina, Blonde in Die Entführung aus dem Serail, Ännchen in Der Freischütz, Gretel in Hänsel und Gretel, Nannetta in Falstaff, Sophie in Der Rosenkavalier, Zerbinetta in Ariadne auf Naxos, Norina in Don Pasquale, Adele in Die Fledermaus, Adina in L’elisir d’amore und Micaëla in Carmen.
Kurzak war mit dem Bariton Jacek Jaskuła verheiratet.
Seit November 2015 ist sie mit dem französischen Sänger Roberto Alagna verheiratet. Ihre gemeinsame Tochter wurde 2014 geboren. Das Paar bestritt gemeinsam die Neuproduktion von Halévys La Juive bei den Münchner Opernfestspielen 2016, Alagna sang den Juden Eléazar, Kurzak dessen Ziehtochter Rachel.

## Diskografie
- 2010: Chopin: Songs (PL: Gold)
- 2011: Gioia!
- 2012: Hej, kolęda!
- 2013: Bel Raggio

## Auszeichnung
- 2006: Dr.-Wilhelm-Oberdörffer-Preis von der Stiftung zur Förderung der Hamburgischen Staatsoper[5]
- 2015: International Opera Award, Reader’s Award der Zeitschrift Opera
- 2022: Kulturpreis Schlesien des Landes Niedersachsen[6]